# Nam Bộ, Nam Sung
Nam Bộ chữ Hán giản thể:南部县, Hán-Việt: Nam Bộ huyện) là một huyện thuộc địa cấp thị Nam Sung, tỉnh Tứ Xuyên, Cộng hòa Nhân dân Trung Hoa. Huyện này có diện tích 2305 km², dân số năm 2002 là 1,29 triệu người. Huyện này được chia thành 31 trấn và 47 hương.
- Trấn: Nam Long, Kiến Hưng, Bàn Long, Định Thủy, Vương Gia, Tạ Hà, Lão Nha, Thạch Hà, Đông Bá, Nam Mộc, Phục Hổ, Đại Bình, Thăng Chung, Hà Bá, Phú Lợi, Trường Bình, Hoàng Kim, Đại Kiều, Lưu Mã, Đại Hà, Vạn Niên, Hoa Quán, Song Phật, Thăng Thủy, Thần Bá, Hà Đông, Đại Vương, Tam Quan, Vĩnh Định, Bi Nguyễn, Thiết Phật Đường.